# Hohrupf
Le Hohrupf est un sommet du massif des Vosges culminant à 813 mètres d'altitude. Cette montagne est située sur la commune de Lautenbach-Zell et surplombe l'abbaye de Murbach dans le Haut-Rhin.
L'accès au sommet est possible via des sentiers balisés par le Club vosgien et partant de Murbach, du col de Schrangen ou du col de Wolfsgrube.